# 曼赞纳
曼赞纳（英語：Manzanar）是美国最为著名的日裔美国人拘留营。在第二次世界大战期间，自1942年12月至1945年，该拘留营曾关押了11万日裔美国人。它坐落在加利福尼亚东部内华达山脚下的欧文斯谷内，在洛杉矶以北370公里处。曼赞纳在西班牙语中意为“苹果园”，美国国家公园管理局认定其为国内最好的集中营景点，称曼赞纳国家历史遗址（英語：Manzanar National Historic Site），将二战期间日裔美国人被囚禁的那一段历史保存完好。
早在1942年3月第一批被监禁者到达之前，曼赞纳就是美国原住民的住所，他们大多生活在该地区几条小溪附近的村庄中。牧场主和矿工于1910年正式建立了曼赞纳镇，但在洛杉矶市购买了几乎整个地区的水权后，到1929年放弃了该镇。与这些团体不同的是，他们的历史显示出强迫搬迁的共同点。